# ستيفن هيندرسون
ستيفن هيندرسون (بالإنجليزية: Stephen Henderson)‏ (2 يناير 1966 بدبلن في جمهورية أيرلندا - ) هو لاعب كرة قدم أيرلندي في مركز حراسة المرمى. لعب مع أردز وليسبورن ديستليري ونادي دوندالك ونادي شيلبورن ونادي يميريك وكوبه رامبلرز ‏ ونادي فين هاربز وSt James's Gate F.C. ‏.

## وصلات خارجية
- ستيفن هيندرسون على موقع قاعدة بيانات كرة القدم.إي يو (الإنجليزية)